# Perideridia gairdneri
Perideridia gairdneri là một loài thực vật có hoa trong họ Hoa tán. Loài này được (Hook. & Arn.) Mathias mô tả khoa học đầu tiên năm 1936.

## Hình ảnh

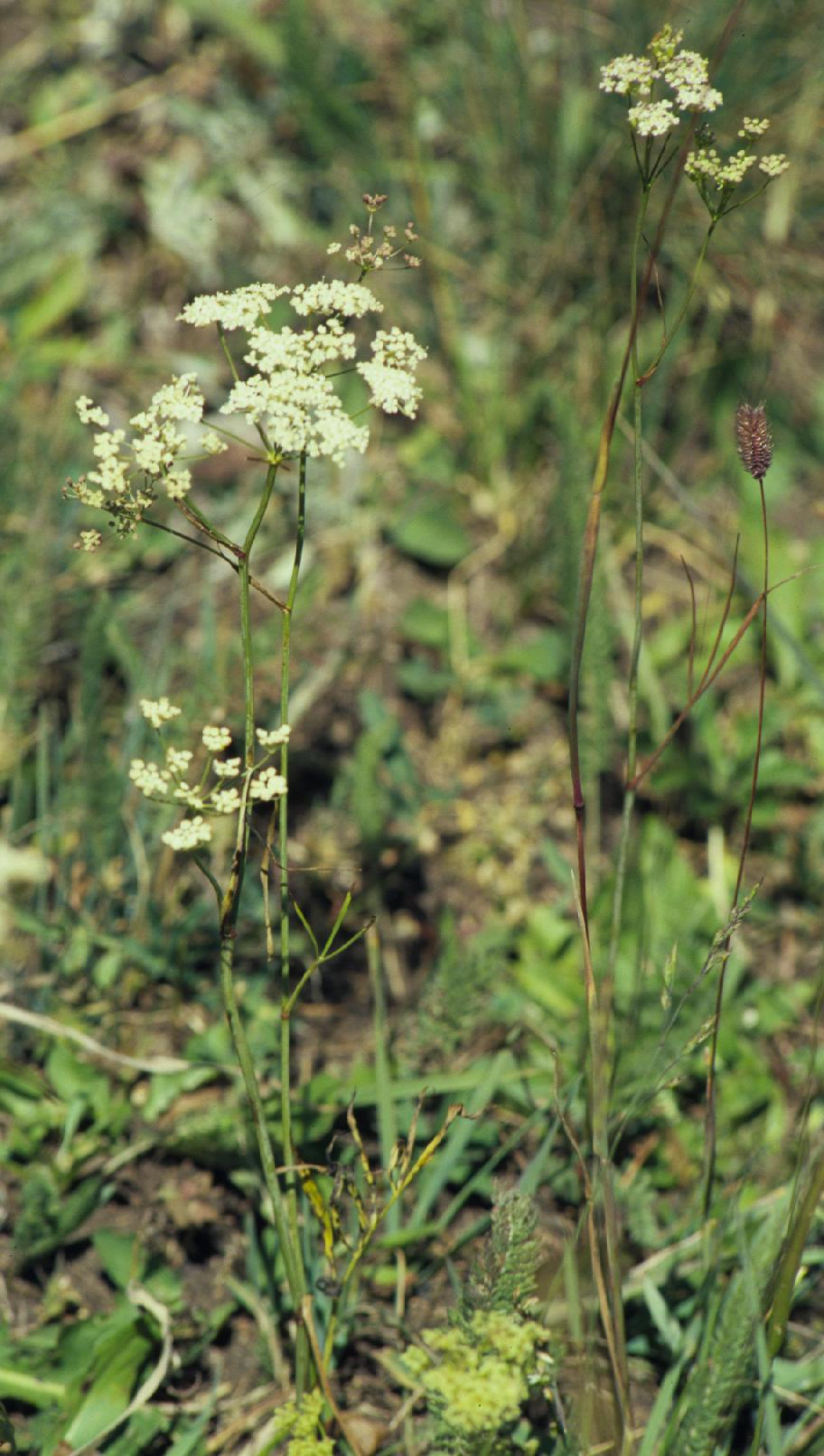